# Malthodes kopeckyi
Malthodes kopeckyi is een keversoort uit de familie soldaatjes (Cantharidae). De wetenschappelijke naam van de soort werd in 2002 gepubliceerd door Svihla.